# Лёгкая атлетика на летних Олимпийских играх 2020 — бег на 5000 метров (мужчины)
Соревнование в бег на 5000 метров среди мужчин на летних Олимпийских играх 2020 года проходил 3 августа и 6 августа 2021 года на Японском национальном стадионе.  В соревнованиях приняли участие 40 спортсменов.

## Ход соревнования
Фаворитом в забеге за Олимпийские медали являлся обладатель мирового рекорда установленного в 2020 году бегун из Уганды Джошуа Чептегеи. Поспособствовало этому не квалифицировавшийся на Олимпиаду и ушедший с беговых дорожек Олимпийский чемпион Рио 2016 и Лондона 2012 Мохаммед Фарах. Бронзовый призер Рио 2016 Хагос Гебрхиветтакже завершил карьеру, а серебряный призер Пол Челимо вернулся для еще одной попытки . На турнир ни один из эфиопских призеров чемпионата мира не приехал
Команда Уганды попыталась разыграть командную тактику, которая не дала желаемых результатов в беге на 10 000 метров в начале недели, в то время как от Эфиопии смогли выйти в финал только один спортсмен, а от Кении - двое. Принятая уругвайцами  тактика заключалась  в том , чтобы попытаться свести к минимуму количество сражающихся на последнем круге.
С самого начала финального забега Чептегей вышел вперед, его поддержал Милкес Менгеш, в то время как несколько других претендентов следовали за лидерами. После двух кругов Джейкоб Киплимо вышел вперед, и Чептегей уступил своему товарищу по команде. Чептегей отступил на несколько позиций, в то время как Челимо серьезно отнесся к рывку Киплимо и занял опорную позицию прямо перед Менгешей. Ведущая группа Киплимо, Челимо, Менгеша, Николай Кимели.и Чептегей держались в настоящем порядке четыре круга, в то время как остальная часть бегунов находилась за ними в одну линию. В середине гонки темп Киплимо немного замедлился, и Чептегей вернулся вперед, чтобы продолжить движение. Спустя еще один круг группа снова начала собираться, половина группы переместилась на вторую дорожку, чтобы было пространство для маневра, Кимели сразу же оказался справа от Чептегея. Пробежав полкруга, Кимели ускорился и выдвинулся вперед, а его заметил Менгеш. Незадолго за три круга до финиша Челимо оббежал толпу и вышел вперед – продержавшись всего полкруга, прежде чем Кимели и Менгеша его догнали. В лидирующей группе осталось 9 человек, бегуны держались так плотно, что возникали толчки, Челимо потерял равновесие, но оставался на ногах. Оказавшись вне борьбы Чептегей смог ускориться и за 500 метров до финиша пошел вперед. Кимели бросился и к удару колокола (последний круг) оказался вторым, опередив Челимо. Челимо и Ахмед встали позади Кимели. Кимели ушел с поворота, вероятно, подумав, что сможет сбежать с Чептегея. Челимо увидел возможность и прошел по внутренней стороне, Ахмед пошел за ним по пятам. Затем Ахмед обошел Челимо с внутренней стороны и пустился в погоню за Чептегеем. Но расстояния не хватило, прежде чем Чептегей пересек финишную черту, за ним последовал Ахмед. Позади них Кимели догнавший Челимо. Оба боролись бок о бок за бронзу. Сначала у Кимели было несколько сантиметров отрыва, затем Челимо вернул себе преимущество. В пяти метрах от финиша измученный Челимо споткнулся, быстрые шаги заставили его опередить Кимели. Ему удалось сделать еще два шага, прежде чем он рухнул на трассу, Челимо пересек в падении финишную линию.

## Медалисты
| Золото                 | Серебро              | Бронза         |
| Джошуа Чептегеи Уганда | Мохамед Ахмед Канада | Пол Челимо США |

## История
Соревнование бегу на 5000 метров среди мужчин на Олимпийских играх 2020 года будет проводиться в 25-й раз. Впервые было проведено в 1912 году.

## Квалификация
Квалификационный стандарт на Олимпийские игры 2020 бегунов на 5000 метров установлен 13:13,55. Стандарт был установлен с целью включения в турнир спортсменов выполнившие на квалификационных соревнованиях установленный норматив, но которые не смогли пройти квалификацию по итогам мирового рейтинга ИААФ. Мировые рейтинги, основанные на расчете среднего из пяти лучших результатов спортсмена за квалификационный период с учетом сложности уровня соревнований. Данные условия для отбора спортсменов использоваться, пока не будет достигнуто ограничение в 42 бегуна.
Квалификационный период первоначально был установлен с 1 мая 2019 года по 29 июня 2020 года. Из -за пандемии коронавирусной инфекции в период с 6 апреля 2020 года по 30 ноября 2020 года соревнования был приостановлены и дата окончания продлена до 29 июня 2021 года. Дата начала квалификации по итогам мирового рейтинга также была изменена с 1 мая 2019 г. на 30 июня 2020 г. Спортсмены выполнившие квалификационный стандарт в течение этого времени, были квалифицированы, а провести отбор по мировому рейтингу было не возможно из-за отсутствия легкоатлетических турниров. ИААФ изменил требование к расчету мирового рейтинга, включив соревнования как на открытом воздухе, так и в помещении, а также последний региональный чемпионат был засчитан, даже если он проведен не во время квалификационного периода.
Национальный олимпийский комитет (НОК) может заявить не более 3 квалифицированных спортсменов в забеге 5000 метров. Если все спортсмены соответствуют начальному квалификационному стандарту или прошли квалификацию путем ранжирования мирового рейтинга в течение квалификационного периода. (Ограничение в 3 было введено на Олимпийском Конгрессе в 1930 г.)
18 бегуна прошли квалификацию по установленному нормативу; 9 - по позициям мирового рейтинга и 2 – НОК  Кыргызстан и НОК  Мавритания использовали свое универсальное место и ввели одного спортсмена, так как у них нет спортсменов, соответствующих стандарту входа на легкоатлетическое мероприятие — бегу на 5000 метров среди мужчин.

## Рекорды
Мировой и олимпийский рекорды до начала летних Олимпийских игр 2020 года:
| Мировой рекорд     | Джошуа Чептегеи (UGA) | 12:35.36 | Фонвьей (Монако) | 14 августа 2020 |
| Олимпийский рекорд | Кенениса Бекеле (ETH) | 12:57.82 | Пекин            | 23 августа 2008 |

## Формат и календарь турнира
Турнир проводиться в двухраундовом формате.
Время Олимпийских объектов местное (Япония, UTC+9)
| Дата                    | Время | Раунд   |
| ----------------------- | ----- | ------- |
| Вторник, 3 августа 2021 | 19:00 | Раунд 1 |
| Пятница, 6 августа 2021 | 19:50 | Финал   |

## Результаты

### Раунд 1
Квалификационные правила: первые5 в каждом забеге (Q) и дополнительно 5 с лучшими показанными результатами из всех забегов (q) проходят в полуфинал.

#### Забег 1
| Место | Спортсмен            | НОК            | Время    | Примечание |
| ----- | -------------------- | -------------- | -------- | ---------- |
| 1     | Николас Кимели       | Кения          | 13:38.87 | Q          |
| 2     | Мохаммед Ахмед       | Канада         | 13:38.96 | Q          |
| 3     | Уильям Кинкейд       | США            | 13:39.04 | Q          |
| 4     | Оскар Челимо         | Уганда         | 13:39.07 | Q          |
| 5     | Бирхану Балью        | Бахрейн        | 13:39.42 | Q          |
| 6     | Марк Скотт           | Великобритания | 13:39.61 |            |
| 7     | Хьюго Хей            | Франция        | 13:39.95 |            |
| 8     | Дэвид Макнейл        | Австралия      | 13:39.97 |            |
| 9     | Гетнет Уэйл          | Эфиопия        | 13:41.13 |            |
| 10    | Даниэль Эбеньо       | Кения          | 13:41.64 |            |
| 11    | Йонас Раесс          | Швейцария      | 13:43.52 |            |
| 12    | Суфиян Букантар      | Марокко        | 13:43.97 |            |
| 13    | Лукас Бруше          | Канада         | 13:44.08 |            |
| 14    | Нибрет Мелак         | Эфиопия        | 13:45.81 |            |
| 15    | Йеманеберхан Криппа  | Италия         | 13:47.12 |            |
| 16    | Робин Хендрикс       | Бельгия        | 13:58.37 |            |
| 17    | Юта Бандо            | Япония         | 14:05.80 |            |
| 18    | Нурсултан Кенешбеков | Кыргызстан     | 14:07.79 |            |
| 19    | Абидин Абидин        | Мавритания     | 14:54.80 | PB         |
| —     | Майк Фоппен          | Нидерланды     | DNF      |            |

#### Забег 2
| Место | Спортсмен                         | НОК                          | Время    | Примечание |
| ----- | --------------------------------- | ---------------------------- | -------- | ---------- |
| 1     | Мохамед Катир                     | Испания                      | 13:30.10 | Q          |
| 2     | Пол Челимо                        | США                          | 13:30.15 | Q          |
| 3     | Джастин Найт                      | Канада                       | 13:30.22 | Q          |
| 4     | Джейкоб Киплимо                   | Уганда                       | 13:30.40 | Q          |
| 5     | Джошуа Чептегеи                   | Уганда                       | 13:30.61 | Q          |
| 6     | Милкеса Менгеша                   | Эфиопия                      | 13:31.13 | q          |
| 7     | Эндрю Бутчарт                     | Великобритания               | 13:31.23 | q          |
| 8     | Грант Фишер                       | США                          | 13:31.80 | q          |
| 9     | Джимми Грессье                    | Франция                      | 13:33.47 | q          |
| 10    | Луис Грихальва                    | Гватемала                    | 13:34.11 | q          |
| 11    | Морган Макдональд                 | Австралия                    | 13:37.36 |            |
| 12    | Нарве Гилье Нордас                | Норвегия                     | 13:41.82 |            |
| 13    | Джамаль Абдельмаджи Эйса Мохаммед | Олимпийская сборная беженцев | 13:42.98 | PB         |
| 14    | Давит Фикаду                      | Бахрейн                      | 13:44.03 | SB, qR     |
| 15    | Лесиба Прешес Машеле              | ЮАР                          | 13:48.25 |            |
| 16    | Мохамед Мохумед                   | Германия                     | 13:50.46 |            |
| 17    | Исаак Кимели                      | Бельгия                      | 13:57.36 |            |
| 18    | Хироки Мацуэда                    | Япония                       | 14:15.54 |            |
| —     | Самвел Чеболе Масаи               | Кения                        |          | DNS        |
| —     | Патрик Тирнан                     | Австралия                    |          | DNS        |

### Финал
| Место | Спортсмен       | НОК            | Время    | Примечание |
| ----- | --------------- | -------------- | -------- | ---------- |
| 1     | Джошуа Чептегеи | Уганда         | 12:58.15 |            |
| 2     | Мохаммед Ахмед  | Канада         | 12:58.61 |            |
| 3     | Пол Челимо      | США            | 12:59.05 | SB         |
| 4     | Николас Кимели  | Кения          | 12:59.17 | SB         |
| 5     | Джейкоб Киплимо | Уганда         | 13:02.40 |            |
| 6     | Бирхану Балью   | Бахрейн        | 13:03.20 |            |
| 7     | Джастин Найт    | Канада         | 13:04.38 |            |
| 8     | Мохамед Катир   | Испания        | 13:06.60 |            |
| 9     | Грант Фишер     | США            | 13:08.40 |            |
| 10    | Милкеса Менгеша | Эфиопия        | 13:08.50 |            |
| 11    | Эндрю Бутчарт   | Великобритания | 13:09.97 | SB         |
| 12    | Луис Грихальва  | Гватемала      | 13:10.09 | NR         |
| 13    | Джимми Грессье  | Франция        | 13:11.33 |            |
| 14    | Уильям Кинкейд  | США            | 13:17.20 | SB         |
| 15    | Давит Фикаду    | Бахрейн        | 13:20.24 | SB         |
| 16    | Оскар Челимо    | Уганда         | 13:44.45 |            |